# Cucullanus hansoni
Cucullanus hansoni är en rundmaskart som beskrevs av Olsen. Cucullanus hansoni ingår i släktet Cucullanus och familjen Cucullanidae. Inga underarter finns listade i Catalogue of Life.